# Sânandrei

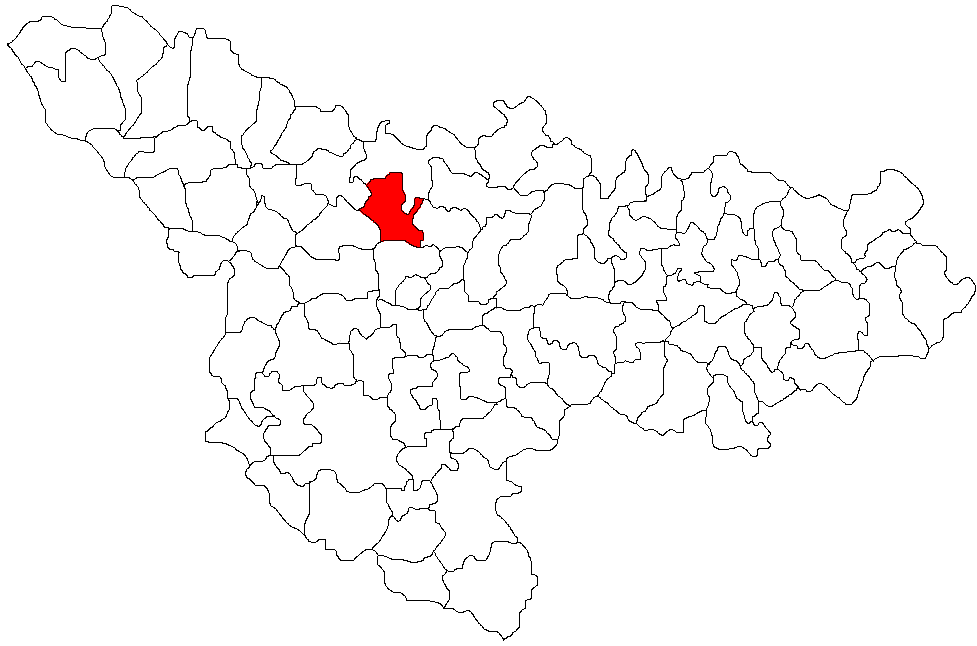
Lage der Gemeinde Sânandrei im Kreis Timiș

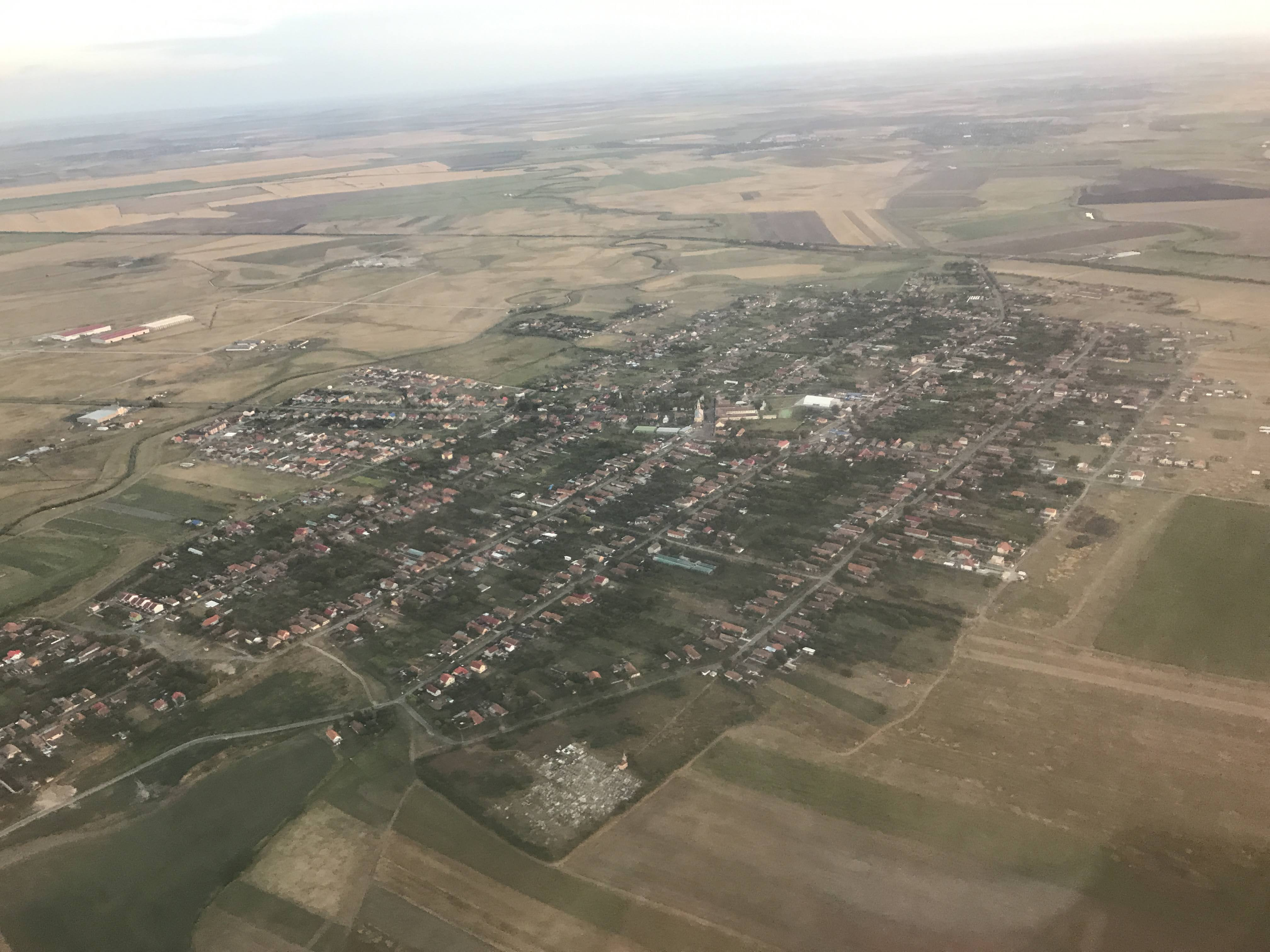
Blick auf Sânandrei von Nordosten

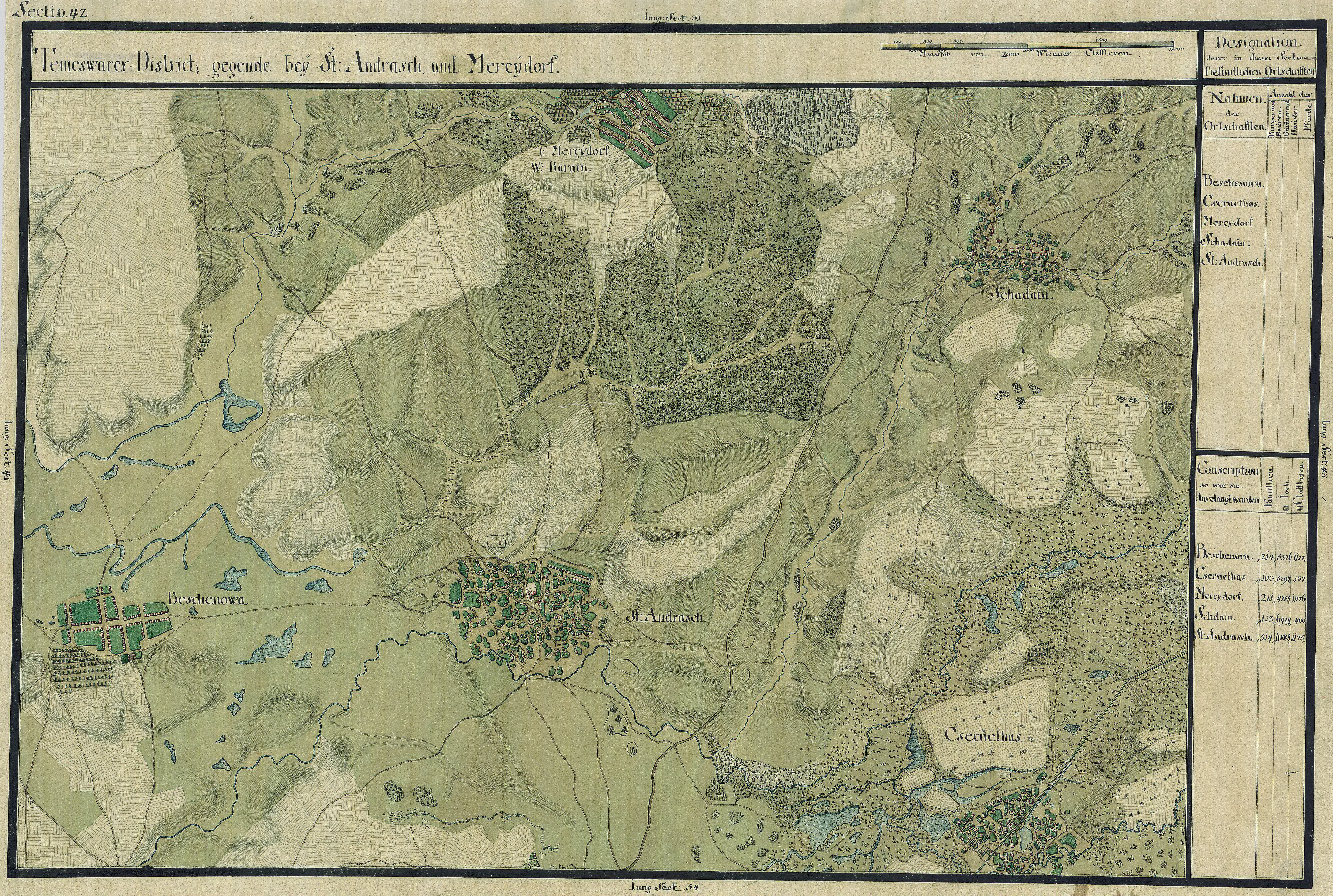
Sânandrei auf der Josephinischen Landaufnahme (1769–1772)

Sânandrei oder Sînandrei ['sɨnandrei] (deutsch Sanktandres bzw. St.-Andres, ungarisch Szentandrás) ist eine Gemeinde im Kreis Timiș, in der Region Banat, im Südwesten Rumäniens.
Der Ort ist auch unter den deutschen Bezeichnungen Sanktandreas bzw. St.-Andreas bekannt.

## Lage
Sânandrei befindet sich 12 km nördlich von der Kreishauptstadt Timișoara (Temeswar), hat über die Kreisstraße DJ 692 Anbindung zur 4 km weiter südlich gelegenen Nationalstraße DN 69 und liegt an der Bahnstrecke Timișoara–Arad.

## Nachbarorte
| Hodoni       | Carani                                      | Pișchia   |
| Dudeștii Noi | Kompassrose, die auf Nachbargemeinden zeigt | Cerneteaz |
| Săcălaz      | Timișoara                                   | Giarmata  |

## Geschichte
Sânandrei ist eine der ältesten Ortschaften des Kreises Timiș. Der Ort wurde 1230 erstmals schriftlich unter der Bezeichnung Sancto Andrea erwähnt, archäologische Funde bezeugen aber die Existenz einer Siedlung bereits während der Jungsteinzeit. 1748 wurden die ersten Deutschen hier angesiedelt, 1762 die römisch-katholische Kirche gebaut, die 1811 nach einigen Umbauten ihre heutige Form erhielt. 1766 wurden Franzosen in Sânandrei angesiedelt und 1772 weitere 42 deutsche Familien. 1834 wurde die griechisch-orthodoxe Kirche gebaut.
Am 4. Juni 1920 wurde das Banat infolge des Vertrags von Trianon dreigeteilt. Der größte, östliche Teil, zu dem auch Sanktandreas gehörte, fiel an Rumänien. 1923 erhielt der Ort den amtlichen Namen Sânandrei.
Infolge des Waffen-SS Abkommens vom 12. Mai 1943 zwischen der Antonescu-Regierung und Hitler-Deutschland wurden alle deutschstämmigen wehrpflichtigen Männer in die deutsche Armee eingezogen. Noch vor Kriegsende, im Januar 1945, fand die Deportation aller volksdeutschen Frauen zwischen 18 und 30 Jahren und Männer im Alter von 16 bis 45 Jahren zur Aufbauarbeit in die Sowjetunion statt. Das Bodenreformgesetz vom 23. März 1945, das die Enteignung der deutschen Bauern in Rumänien vorsah, entzog der ländlichen Bevölkerung die Lebensgrundlage.

### Bevölkerungsentwicklung
- 1910 hatte Sânandrei 5175 Einwohner, davon 565 Rumänen, 196 Ungarn, 4392 Deutsche und 22 Angehörige anderer Nationalitäten.
- 2002 hatte Sânandrei 5371 Einwohner, davon 5020 Rumänen, 118 Ungarn, 131 Deutsche und 102 sonstige.
- 2011 wurden in Sânandrei 5717 Menschen registriert. 5014 davon waren Rumänen, 94 Ungarn, 64 Deutsche, 30 Ukrainer, 26 Roma, 12 Serben und 477 machten keine angaben zu ihrer Ethnie.[3]

## Wirtschaft
Im Zentrum um die Kirche befinden sich das Rathaus, die Schule, das Pfarrhaus, der Kindergarten, eine Arztpraxis, eine Apotheke, die Polizeistation und die Post. Darüber hinaus gibt es im Ort mehrere Gaststätten, Geschäfte und verschiedene Handwerksbetriebe.